# Один з нас (журнал)
Один з нас — український журнал висвітлює різноманітні сфери життя та події, актуальні для ЛГБТ-спільноти України та світу. Виходить з 1996 року. Повна назва — Журнал чоловічої естетики «Один з нас».

## Історія
У 1996 році першим засновником журналу був Олександр Фесенко, першим головним редактором — Леонід Нефедович. 26 жовтня 1998 року було зареєстровано приватне підприємство «Журнал чоловічої естетики „Один з нас“», директором якого став Фесенко Олександр Анатолійович. З жовтня 1998 року головний редактор — Олександр Фесенко, з січня 2001 року — Стас Науменко. Видавці: Агенція «Деметріос» (№№ 1-4, 1996–1997), ТзОВ «Велич» (№№ 5-12, 1997–1998), ПП «Журнал „Один з нас“» (№№ 13-28, 1998–2002), ПП «Альтос» (з № 29, 2002, по цей час). Після перереєстрації 7 липня 2006 року журнал виходить під гаслом «Необхідність бути собою». З 2003 по 2014 роки видання журналу підтримувала Громадська організація «Гей-альянс».

## Зміст
Має низку рубрик на різноманітну тематику:
- Дайджест — коротке асорті новин в ЛГБТ-спільноті.
- Літературна рубрика — друкуються твори українських та закордонних літераторів.
- Медичні консультації — головним чином щодо хвороб, що передаються статевим шляхом.
- Спортивна сторінка — фітнес-вправи для покращення статури.
- Музичні теми — інтерв'ю та огляди гей-френдлі-груп або виконавців.
- Гей-туризм — розповіді про тематичні місця в різних країнах.
- Гумор та жарти — оповідання та підбірка анекдотів.
- Оголошення — рубрика знайомств (зараз не виходить) та контакти клубів та організацій в Україні.